# الحسين كمارا
الحسين كمارا من مواليد 29 نوفمبر 1987 في غينيا، وهو لاعب كرة قدم غيني يلعب حاليا لنادي الاتحاد.